# Herman Haupt

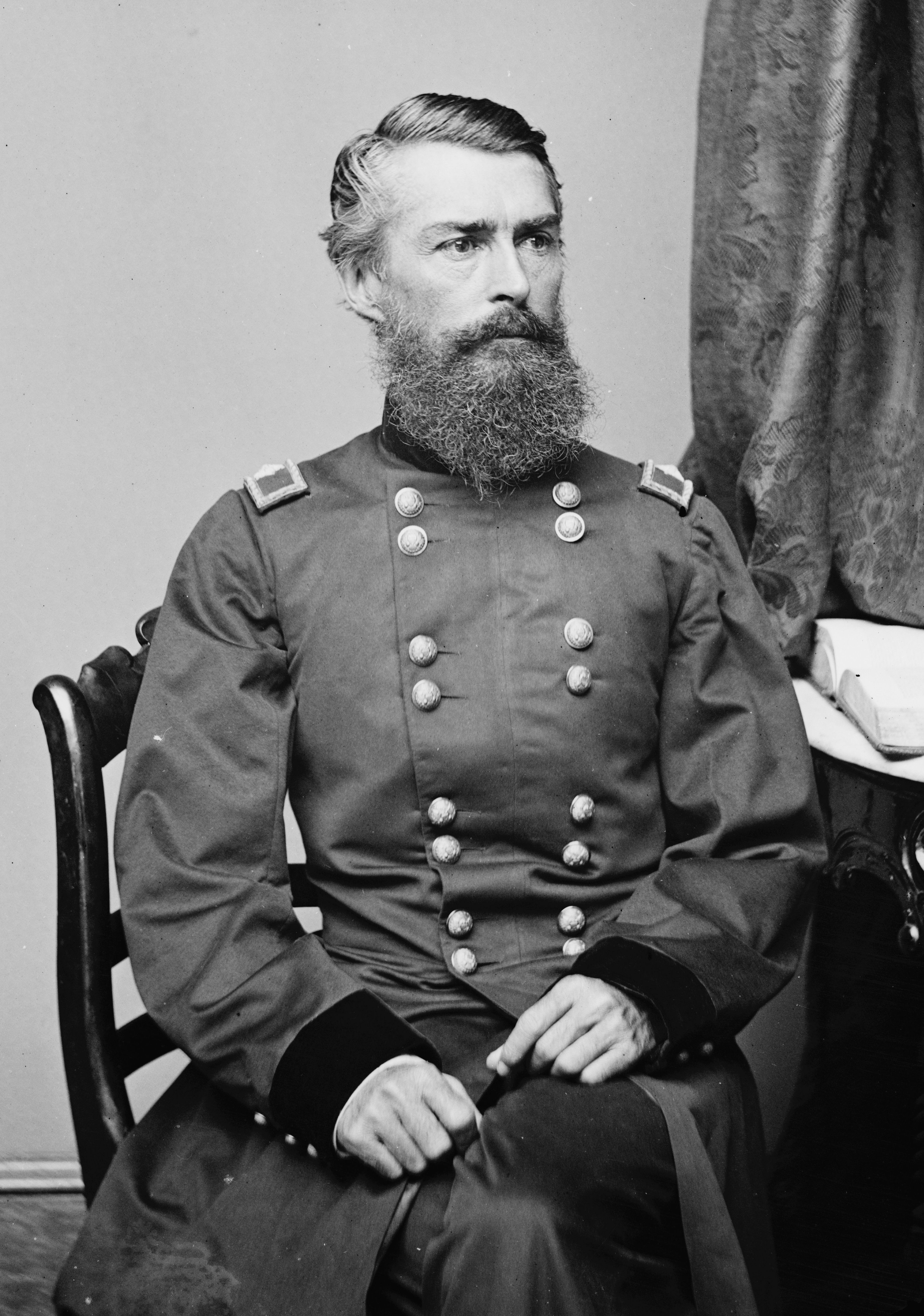
Brigadgeneral Herman Haupt

Herman Haupt, född 1817, död 1905, var en West Point-utbildad väg- och vattenbyggnadsingenjör, som 1862-1863 var brigadgeneral och chef för nordstatsarméns järnvägsbyggnadskår. 
Haupt utexaminerades från West Point 1835, tog nästan omedelbart avsked och fick med tiden ansvaret för byggandet av några av de svåraste bansträckningarna i nordöstra USA. Han var överingenjör och teknisk chef vid Pennsylvania Railroad. Under kriget beundrades Haupt för sin tekniska skicklighet, effektivitet och påhittighet av bland annat president Lincoln, men tog avsked efter ett år; trött på de militära procedurerna och den ständiga inblandningen i hans verksamhet av krigsministern Edwin M. Stanton.